# Пилип Кизевич
Пилип Кизевич (15 листопада 1898, с. Стрільці, Гродненський повіт — 17 січня 1985)  — білоруський громадсько-політичний діяч.

## Біографія
У вересні 1926 році — скарбник Гродненського повітового комітету БСРГ. Член Гродненської міської управи Товариства білоруського шкільництва на 23 березня 1927 року. На виборах до сейму 1928 року входив до складу Білоруської селянсько-робітничої спілки.
На з'їзді повітових делегатів ТБШ у Гродно 12 липня 1928 року був обраний скарбником Гродненського окружного та повітового правління ТБШ. Учасник Гродненського окружного з'їзду ТБШ 14 жовтня 1928 року, де обраний делегатом на загальні збори ТБШ до Вільно. Член Головного управління ТБШ.
На його ім'я було оформлено володіння білоруською книгарнею в Гродно. Арештований поліцією 7 липня 1929 року.
Після  Другої світової війни жив у  Польщі. Член правління Білоруського громадсько-культурного товариства у Білостоці. Директор білостоцьких водопроводів.